# Woldemar Winkler
Woldemar Winkler (* 17. Juni 1902 in Mügeln; † 30. September 2004 in Gütersloh) war ein deutscher Maler, Zeichner und Bildhauer. Er gilt als Fortführer und Mitgestalter einer romantischen Tradition, wie sie in Deutschland von Max Ernst und Richard Oelze vertreten wurde.

## Leben und Werk
Woldemar Winkler arbeitete ab 1919 zunächst in Architekturbüros in Dresden und Pforzheim, weil sein Vater, ein strenger Wirtschaftsberater, gegen einen künstlerischen Beruf war. Nach zwei Jahren fing er an der Staatlichen Akademie für Kunstgewerbe in Dresden an zu studieren. Er belegte Architektur bei Karl Simmang (* 1874) aber auch Malerei bei Carl Rade (1878–1954), bei dem er 1925 Meisterschüler und ein Jahr später Assistent wurde. In Dresden traf er auf Künstler wie Otto Dix und Oskar Kokoschka.
1927 erhielt Winkler einen Ruf von Ernst Oskar Simonson-Castelli an dessen private „Akademie für Zeichnen, Malen und Modellieren“, wo er unter anderem Kate Diehn-Bitt unterrichtete. Ein Jahr später übernahm er die Leitung der Akademie. Noch das Adressbuch 1943/1944 weist ihn als Inhaber und Leiter der inzwischen in Schule für Zeichnen und Malen umbenannten Schule aus. Die Schule befand sich in der Scheffelstraße 27 und diente der Berufsausbildung im Reklame- und Modezeichnen. Eine der Schülerinnen der Schule war Inge Thiess-Böttner. 
Winklers Arbeiten, die er ab 1927 für städtische Gebäude in Dresden geschaffen hatte, wurden von den Nationalsozialisten teilweise als „entartet“ zerstört. Außerdem wurde ihm unterstellt, Juden und Kommunisten zu unterstützen und versteckt zu halten.
Winkler nahm 1934 an der Sächsischen Kunstausstellung  und 1936 an der Kunstausstellung Dresden teil. 1941 wurde er zum Kriegsdienst einberufen, wo er als „Lehrangestellter für soldatische Werkarbeit“ tätig war.
Winkler geriet 1943 in Kriegsgefangenschaft (bis 1947). Bei der Bombardierung Dresdens wurden ein Großteil seines künstlerischen Schaffens wie auch sein Atelier zerstört. Winkler lernte seine Frau Margret Horstkotte kennen und zog ins ostwestfälische Gütersloh. Er arbeitete als Maler, Illustrator und Gestalter für Bücher, Glasfenster und Wandgemälde. Ab 1960 unternahm er jedes Jahr Arbeits- und Studienreisen nach Vence in Südfrankreich, wo er 1970 Max Ernst kennenlernte.
Seit Mitte der 1960er Jahre wurden Winklers Grafiken, Skulpturen, Collagen und Assemblagen regelmäßig in Galerien, Kunsthallen und Museen ausgestellt, so beispielsweise im Musée Ingres in Montauban oder im Leonhardi-Museum Dresden. Ein Angebot der DDR, nach Dresden zurückzukehren, lehnte er ab. In Westdeutschland wurde er ordentliches Mitglied des Deutschen Künstlerbundes, an dessen jährlichen Ausstellungen er sich zwischen 1975 (Museum am Ostwall in Dortmund) und 1993 (Militärhistorisches Museum der Bundeswehr in Dresden) insgesamt vierzehnmal beteiligte. 1976 und 1980 nahm Winkler an den Biennalen in Spanien teil. 
1982 wurde ihm das Bundesverdienstkreuz 1. Klasse und 1987 der Verdienstorden des Landes Nordrhein-Westfalen verliehen. 1992 ernannte man ihn zum Honorarprofessor im Fachbereich Kunst an der Universität-Gesamthochschule Paderborn. Am 30. September 2004 starb Winkler im Alter von 102 Jahren in seinem Haus in Gütersloh-Niehorst.

## Woldemar-Winkler-Stiftung
1994 brachte Winkler über 200 seiner Gemälde, Zeichnungen und Skulpturen in die Gütersloher Woldemar-Winkler-Stiftung ein. Die Stiftung verfolgt das Ziel, das künstlerische Lebenswerk Winklers darzustellen und zu pflegen. Darüber hinaus organisiert sie internationale Künstlerbegegnungen und fördert Nachwuchskünstler und die Aus- und Fortbildung auf dem Gebiet der Kunst im Sinne des Schaffens von Woldemar Winkler.

## Woldemar-Winkler-Kunstpreis
Seit 1997 verleiht die Woldemar-Winkler-Stiftung im Rhythmus von zwei Jahren, seit 2017 alle drei Jahren den mit (inzwischen) 5.000 Euro dotierten Woldemar-Winkler-Kunstpreis. Der Preisträger ist automatisch Jurymitglied für die folgende Preisverleihung. Zusätzlich gibt es einen mit 1.500 Euro dotierten „Förderpreis“. Woldemar Winkler wollte mit den Preisen „jenen Künstlern helfen, die konsequent den Weg des Imaginativen gehen und dabei, wie auch ich, nicht von Anfang an auf Anerkennung stoßen“.
Bisherige Preisträger waren der Tscheche Milan Nápravník, der Karlsruher Voré, die Kanadierin Mimi Parent, der Franzose Louis Pons und die Malerin Rosa Loy, Mitgründerin der so genannten Leipziger Malschule und Ehefrau des Malers und Grafikers Neo Rauch. Preisträger 2007 war der in Nürnberg geborene und in Berlin lebende Maler Sid Gastl; der Förderpreis ging an den ebenfalls in Berlin wirkenden Maler Ruprecht von Kaufmann. Preisträger 2009 war der in Palermo geborene und in München lebende Maler Luigi Troja. 2011 ging der Preis an die aus Würzburg stammende und in Mainz lebende Zeichnerin und Malerin Nikola Jaensch. 2013 wurde mit Helen Jilavu erstmals eine Fotokünstlerin ausgezeichnet. Die 1977 in Kaiserslautern als Kind rumänischer Eltern geborene Dozentin der FH Mainz setzte sich gegen acht weitere Kandidaten durch. Preisträgerin 2015 war Ina Schulte, Malerin aus Halle (Westfalen) mit Wohnsitz in Köln. Im Jahr 2017 ging der Preis an Marlene J. Riesener. Der nun aller drei Jahre vergebene Preis konnte 2020 aufgrund der Corona-Pandemie nicht vergeben werden. 2023 erhielt ihn Johanna Flammer.